# Maquela do Zombo
Maquela do Zombo è una municipalità dell'Angola appartenente alla provincia di Uíge. Ha 247.446 abitanti (stima del 2006).
Il capoluogo è Maquela do Zombo.